# Lila (juego)
Leela o Lila es un juego de mesa diseñado hace más de cinco mil años en la antigua India. El juego original fue creado por eruditos hindúes con la intención de enseñar valores morales, y fue un precursor del juego moderno de serpientes y escaleras.   El juego fue reintroducido por Harish Johari en su libro Lilah, el juego del conocimiento de si mismo. 
Gyan Chauper ("Juego de la Sabiduría"), Jnana bazi / Gyan bazi ("Juego del cielo y el infierno"), Vaikunthapaali, Thayam, Parama Pada Sopanam ("Pasos hacia el Supremo"), Kismet, Moksha Patam ("Pasos de la salvación"), SHATRANJ-AL-ARIFIN ("Ajedrez de los sabios") y Nagapasa son nombres del mismo juego.

## Detalles
Leela (o Lila) fue diseñado para ser el juego de la vida que proporciona una visión de la conciencia humana y una clave para el conocimiento divino. El juego no se trata de lo que es correcto, de tradiciones religiosas o de escuelas de pensamiento sino que trata sobre el propósito, la libertad de elección, sobre la ilusión de la realidad material, sobre "recordar la verdad", sobre la armonía de lo material y lo espiritual, sobre la experiencia única del alma, sobre la iluminación y sobre la unidad de todo lo que es.

## Normas
El juego requiere cuatro cosas: un dado, un tablero de juego, un comentario para cada casilla del tablero y algún objeto perteneciente al jugador (por ejemplo, un anillo ) que le servirá como símbolo durante toda la partida. Las reglas son simples: todos los participantes colocan sus símbolos en el cuadrado 68, que representa la Conciencia Cósmica. Uno a uno, lanzan los dados y se los pasan al vecino de la derecha (esta dirección corresponde al flujo ascendente de energía).
Para ingresar al juego, debes obtener seis puntos, luego el jugador pasa a la casilla de nacimiento y de allí a la sexta casilla (ilusión). Hasta que un jugador obtenga un seis, permanecerá por nacer en la casilla de Conciencia Cósmica. Cada vez, en cualquier etapa del juego, cuando un jugador lanza un seis, tiene derecho a tirar el dado nuevamente. Excepción: si se lanza un seis tres veces seguidas y el jugador (después de recorrer 18 casillas) vuelve a tirar el dado y obtiene un número diferente, deberá volver al lugar donde se encontraba antes de empezar a tirar el seis, y de Se mueven tantas casillas como puntos hubo en el cuarto lanzamiento. Si al entrar al juego saca tres seises seguidos y luego otro número, vuelve a la primera casilla (nacimiento) y cuenta hacia adelante tantas casillas como puntos haya sacado la cuarta vez. Si un jugador saca cuatro o más seises seguidos, continúa lanzando el dado hasta que salga un número distinto de seis, y luego avanza una cantidad de pasos igual a la suma total de todos los puntos arrojados, después de lo cual pasa el dado.
Cuando un jugador golpea el comienzo de una flecha, automáticamente se eleva a lo largo del eje hasta su punta. Si la jaula en la que se encuentra contiene la cabeza de una serpiente, desciende hasta su cola. Así, el egoísmo conduce a la jaula de la ira y la devoción espiritual conduce a la Conciencia Cósmica.

## Mecánica del juego
Para iniciar el ciclo de crecimiento espiritual, el jugador primero debe desear participar en el juego, es decir, tener la voluntad consciente de experimentar el nacimiento y obtener un seis al lanzar los dados.
Cuando una pregunta se formula con suficiente sinceridad, suele surgir en el pecho una sensación de confianza y calidez, lo cual indica que se recibe la bendición de un poder superior. Por lo tanto, el jugador puede lanzar los dados con confianza para obtener un seis. Al comenzar el juego, cada jugador tiene tres intentos iniciales para conseguir un seis. Si no lo logra, debe ceder el turno a los demás jugadores. Durante la espera para su próximo intento, resulta útil reflexionar con preguntas como: ¿Por qué no logré iniciar el juego en el primer intento? ¿Podría reformular mi pregunta para expresarla mejor? ¿Siento una falta de confianza para comenzar el juego? ¿Hay alguna inquietud o tensión en mi cuerpo que necesite atención?

## Objetivo del juego
volver al cuadro número 68. Si un jugador llega a la octava fila, pero, sin llegar al cuadro de la Conciencia Cósmica, avanza y se detiene en los cuadros numerados 69, 70 o 71, debe esperar hasta que el se acumula el número exacto de pasos que lo separan de tamoguna (celdas 72), o un número pequeño que le permite avanzar dos o un paso hacia adelante (para 69, 1 es adecuado, 2 o 3, para 70 - 1 o 2, para 71 - solo uno). El juego termina cuando el jugador aterriza exactamente en la casilla 68, ya sea mediante una flecha desde la casilla de devoción espiritual, o ascendiendo gradualmente, por ejemplo desde la casilla 66, sacando un dos. A medida que avanza el juego, el jugador puede descubrir que le golpean las mismas flechas o le pican las mismas serpientes una y otra vez. El verdadero objetivo del juego es estudiar y comprender los comentarios de cada casilla, explicando el significado de cada campo, así como las serpientes y flechas que se encuentran en el tablero de juego.
Si el jugador se detiene en la casilla 69 (plano del Absoluto), ya no podrá llegar a la casilla de Conciencia Cósmica número 68. En este caso, deberá esperar hasta que la serpiente tamoguna lo traiga de regreso a la tierra para poder alcanzar la Conciencia Cósmica. ya sea mediante un ascenso gradual o, lanzando un tres, a través del campo de la devoción espiritual, desde donde la flecha lleva al jugador directamente a su meta. Si está en la celda 71, todos los números excepto uno le resultan inútiles, al igual que en la celda 67 ya no podrá aprovechar los seis caídos. Si sale un uno, cae en el campo 68 y el juego se detiene, pero continuará si sale un dos, tres, cuatro, cinco o seis.
Para aprovechar al máximo el juego, es bueno registrar el camino por el que se mueve el símbolo elegido por el jugador . Al comparar registros similares, el jugador puede descubrir algunas similitudes entre serpientes que se cruzan en el camino una y otra vez, o flechas que acuden al rescate a tiempo. Esto ayuda al jugador a encontrar conexiones entre lo interno y lo externo y a comprender su mundo interior. Muchos santos han utilizado este método para comprender su estructura interna. Esto es lo que hace de Leela un juego de autodescubrimiento: Jnana Chaupada.

## Tablero de juego
El tablero está construido según el principio básico de la numerología. Este es un rectángulo perfecto y numerológicamente equilibrado. Consta de ocho filas horizontales que van de abajo hacia arriba. En el hinduismo, ocho es el número del universo manifiesto (prakriti), que consta de los cinco grandes elementos (mahabhutas) -éter, aire, fuego, agua y tierra- y las tres fuerzas: mente, intelecto y ego (respectivamente manas , buddhi y ahamkara). El tablero también contiene nueve filas verticales. Nueve es el número del Absoluto, la Conciencia Suprema (ocho correspondiente a prakriti - ocho elementos materiales - filas horizontales desde las cuales es necesario elevarse a lo más alto - el noveno nivel, trascendental, más uno - conciencia o Brahman - alma, Superalma- Dios, nivel de liberación). El nueve completa la serie de números fundamentales a partir de los cuales se construyen todos los demás números y, por tanto, el nueve es el número de finalización. Así, el tablero del juego espacial consta de setenta y dos campos cuadrados. Si 72 se reduce a un dígito, volverá a ser nueve (7 + 2 = 9). Este último, según los signos de divisibilidad por 3 y 9, es característico de todos los números que son múltiplos de nueve.
Primera fila: fundamentos de la existencia
1. Nacimiento (janma)
2. Maya
3. Ira (krodha)
4. Avaricia (lobha)
5. Plano físico (bhu-loka)
6. Delirio (moha)
7. Vanidad (mada)
8. Avaricia (matsara o matsarya)
9. Plano sensual (kama-loka)
Segunda fila: esfera fantasías
10. Purificación (tapa). Sube a la casilla 23
11. Entretenimiento (gandharvas)
12. Envidia (irasya). Se reduce a la celda 8
13. Insignificancia (antariksha)
14. Plano astral (bhuvar-loka)
15. Plano de fantasía (naga-loka)
16. Celos (dvesha). Baja a la celda 4
17. Compasión (daya). Sube a la celda 69
18. Plano de la alegría (harsha-loka)
Tercera fila: teatro del karma
19. Plano del karma (karma-loka)
20. Caridad (dana). Asciende a la celda 32
21. Redención (samana papa)
22. Plano del Dharma (Dharma-loka)
23. Plano celestial (svarga-loka)
24. Mala compañía (ku-sang-loka). Lleva a la casilla 7
25. Buena compañía (su-sang-loka)
26. Tristeza (dukkha)
27. Servicio desinteresado (paramartha). Se eleva al cuadrado 41
Cuarta fila: lograr el equilibrio
28. Verdadera religiosidad (sudharma). Sube a la casilla 50
29. Injusticia o inmoralidad (adharma). Lleva a la celda 6
30. Buenas tendencias (uttama gati)
31. Plano de santidad (yaksha-loka)
32. Plano de equilibrio (mahar-loka)
33. Plano de aromas (gandha-loka)
34. Plano de gusto (rasa -loka)
35. Purgatorio (naraka-loka)
36. Claridad de conciencia (svachchha))
Quinta fila: una persona se convierte en sí misma
37. Jnana (jnana). Asciende a la celda 66
38. Prana-loka
39. Apana-loka
40.Vyana-loka
41. Plano humano (jana-loka) 42.
Plano Agni (Agni-loka)
43. Nacimiento del hombre (manushya-janma)
44. Ignorancia (avidya). Lleva a la casilla 9
45. Conocimiento correcto (suvidya). Eleva a la casilla 67
Fila seis: tiempo del arrepentimiento
46. Discriminación (viveka). Se eleva a la celda 62
47. Plano de neutralidad (sarasvati)
48. Plano solar (yamuna)
49. Plano lunar (ganga)
50. Plano de ascetismo (tapa-loka)
51. Tierra (prithivi)
52. Plano de violencia (himsa- loka). Hace descender a la celda 35
53. El plano de los líquidos (jala-loka)
54. El plano de la devoción espiritual (bhakti-loka). Asciende a la celda 68
Séptima fila: plano de realidad
55. Egoísmo (ahamkara). Desciende a la celda 3
56. Plano de vibraciones primordiales (Omkara)
57. Plano de gases (vayu-loka)
58. Plano de resplandor (teja-loka)
59. Plano de realidad (satya-loka)
60. Intelecto positivo (subuddhi)
61. Intelecto negativo (durbuddhi). Baja a la celda 13
62. Felicidad (sukha)
63. Tamas . Desciende a la celda 2
Octava fila: los propios dioses
64. Plano fenomenal (prakriti-loka)
65. Plano del espacio interno (uranta-loka)
66. Plano de la bienaventuranza (ananda-loka)
67. Plano del bien cósmico (Rudra-loka))
68. Conciencia Cósmica (Vaikuntha-loka)
69. Plano de lo Absoluto (Brahma-loka)
70. Sattvaguna
71. Rajoguna
72. Tamoguna . Desciende a la casilla 51